# 纳塔乡
纳塔乡，是中华人民共和国四川省甘孜藏族自治州白玉县下辖的一个乡镇级行政单位。

## 行政区划
纳塔乡下辖以下地区：
纳塔村、卡塔村、纳邛村、金都村、昌根村和错拉村。